# لولت
لولت، روستایی است از توابع بخش کلیجان‌رستاق شهرستان ساری در استان مازندران ایران.  از روستاهای مجاور می توان به روستاهای ورکی، لارما ، آقا مشهد و اجارستاق اشاره کرد.

## جمعیت
این روستا در دهستان تنگه سلیمان قرار داشته و براساس آخرین سرشماری مرکز آمار ایران که در سال ۱۳۸۵ صورت گرفته، جمعیت آن ۷۷نفر (۲۷خانوار) بوده‌است.